# 病因学
病因学（びょういんがく）とは、医学で疾病の原因を研究する領域のこと。特に医学史でよく用いられる名称である。英語ではEtiology（Aetiology）といい、原義は「原因論」である。

## 歴史
現代でいう病原体のような小さな生き物が病気の原因だとする考えは古くからあり、例えばマルクス・テレンティウス・ウァロが『農業論』の中で書いているが、その後ヒポクラテスやガレノスの四体液説が中世まで信じられた。その後、17世紀にアントニー・ファン・レーウェンフックの顕微鏡による観察で微生物の存在が明らかになった。19世紀にはルイ・パストゥールにより病原体の研究が開始され、次いでロベルト・コッホにより病原体の概念が確立された。同時代にはメンデルにより遺伝法則が発見された（再発見は1900年）。20世紀になると遺伝や、微量栄養素として見つかったビタミン等の不足も、疾病の原因となることが明らかにされた。